# Botanophila tibetiana
Botanophila tibetiana är en tvåvingeart som först beskrevs av Johann Andreas Schnabl 1911.  Botanophila tibetiana ingår i släktet Botanophila och familjen blomsterflugor.
Artens utbredningsområde är Tibet. Inga underarter finns listade i Catalogue of Life.